# Myslibořice
Myslibořice é uma comuna checa localizada na região de Vysočina, distrito de Třebíč.